# 卡尔洛波利
卡尔洛波利（義大利語：Carlopoli），是意大利卡坦扎罗省的一个市镇。总面积16平方公里，人口1673人，人口密度104.6人/平方公里（2009年）。ISTAT代码为079020。